# Jacobikerk (Dresden)
De Jacobikerk (Duits: Jakobikirche) in de Duitse stad Dresden was het belangrijkste neoromaanse kerkgebouw van de stad en werd in de jaren 1898 tot 1901 naar ontwerp van Jürgen Kröger (1856–1928) gebouwd. De kerk stond tot de afbraak in de jaren 1950 op het Wettiner Platz in het stadsdeel Wilsdruffer Vorstadt/Seevorstadt-West.

## Omschrijving
De protestantse kerk werd in de neoromaanse stijl door de Berlijnse architect Kröger gebouwd. De romaanse kerken in het Rijnland strekten de bouw tot voorbeeld (zie ook de Kaiser-Wilhelm-Gedächtniskirche).
Het godshuis werd als centraalbouw met een machtige 80 meter hoge rombische middentoren en vier hoektorentjes van zandsteen gebouwd. De toren bestond uit een staalconstructie. De Jacobikerk had een rijk en fraai beschilderd interieur en was 55 meter lang en 31 meter breed. Het massieve eikenhouten gestoelte bood aan 1.300 gelovigen plaats. Een reliëf van het Avondmaal sierde het altaar en stamde oorspronkelijk van een grafmonument van een ridder.

## De verwoesting
Bij de allesvernietigende Brits-Amerikaanse bombardementen op 13 en 14 februari 1945 op de barokstad werd ook de Jacobikerk beschadigd en brandde vervolgens uit. Het hele woongebied rond de kerk werd weggebombardeerd. De ruïne van de Jacobikerk bevond zich echter in een relatief goede toestand en een wederopbouw lag zeker binnen de mogelijkheden. Desondanks werd de kerk in 1953 opgeblazen. De bronzen deuren werden tijdig uit de kerk genomen en bevinden zich tegenwoordig in de Verzoeningskerk te Dresden.
Het terrein waarop de kerk stond werd daarna niet meer bebouwd en kent tegenwoordig een wisselend gebruik.

## Afbeeldingen

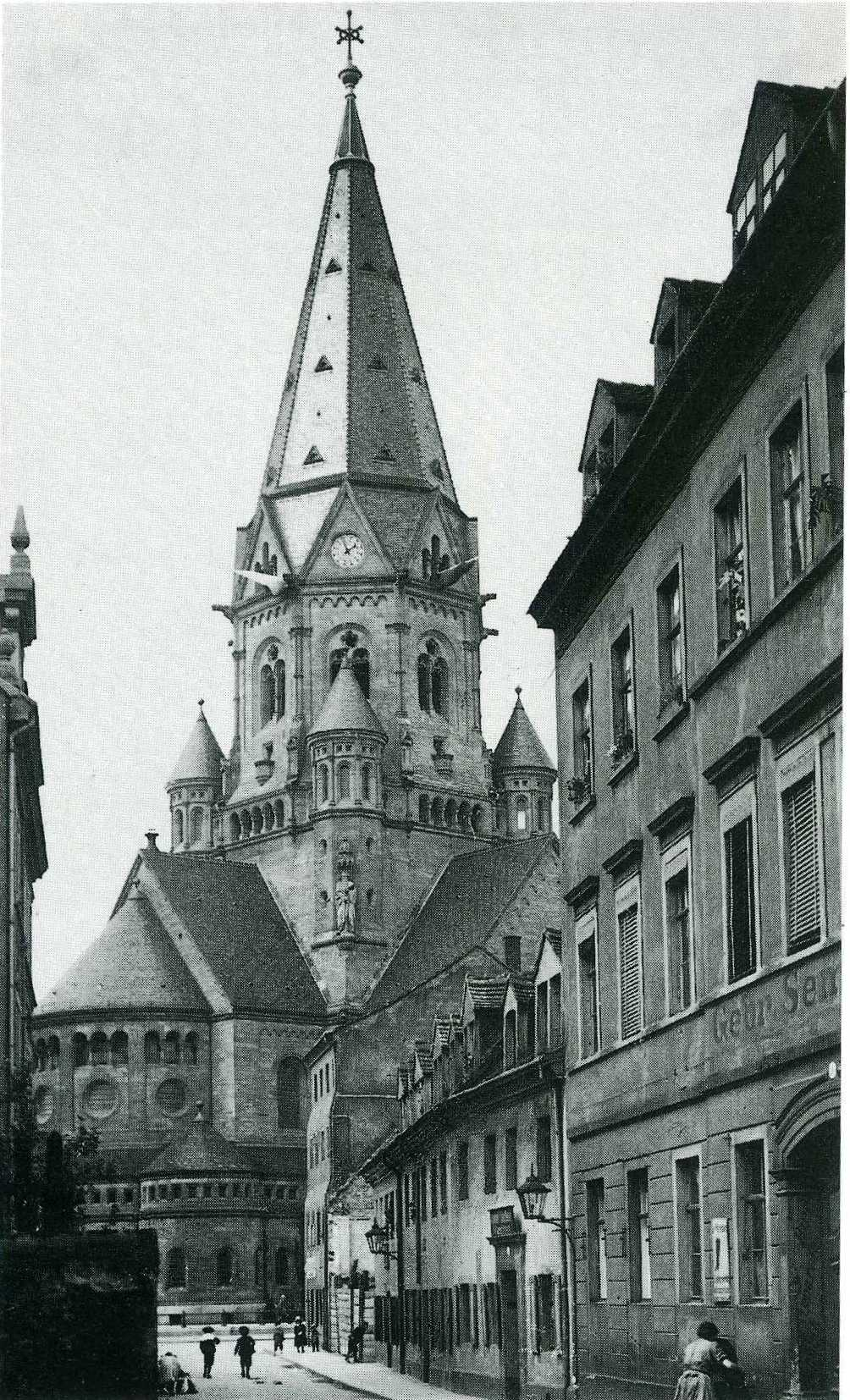
De Jacobikerk in 1901
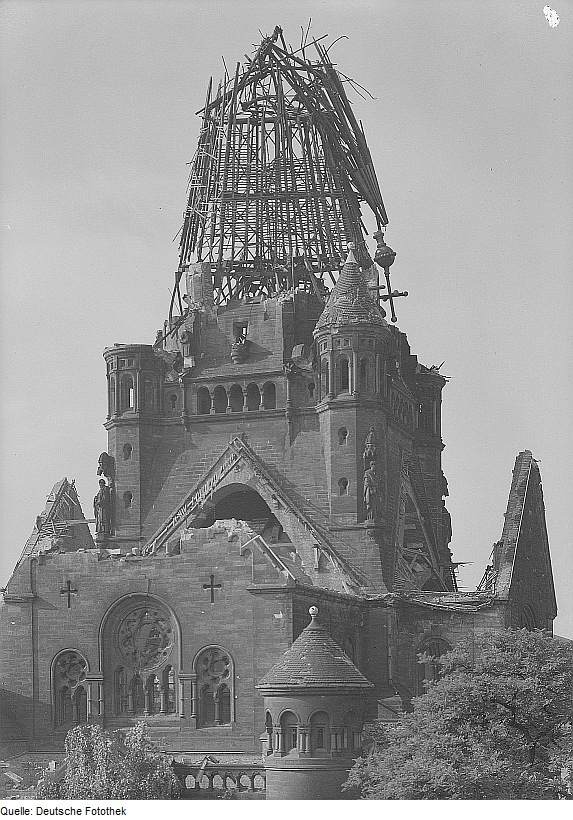
De ruïne na 1945